# 결사의 자유
결사의 자유(結社의 自由, 영어: freedom of association)는 인권으로서의 자유권의 일종이다. 자유 민주주의 국가에서는 누구든지 단체(또는 결사)를 결성하거나 결성하지 않을 수 있어야 한다. 또한 단체에 가입하거나 탈퇴할 수 있는 권리 그리고 단체에 가입하지 않을 권리까지도 포함된다. 결사는 헌법학적으로 ‘2인 이상 절대다수인이 일정한 공동목적을 추구하는 자발적으로 결합된 어느 정도 지속가능하고 조직성을 갖춘 결합 행위’이다. 결사의 자유는 미국의 권리장전과 유럽 인권 조약 제11조, 캐나다 권리자유헌장, 세계인권선언 20조와 23조를 포함한 국제법 등의 모든 근대적이고 자유 민주적인 법률 체계에서 보장하는 개인적이고 집단적인 권리이다.

## 같이 보기
- 대한민국 헌법 제21조 2항